# Municipio de Milton (condado de Butler)
El municipio de Milton (en inglés: Milton Township) es un municipio ubicado en el condado de Butler en el estado estadounidense de Kansas. En el año 2010 tenía una población de 1153 habitantes y una densidad poblacional de 12,23 personas por km².

## Geografía
El municipio de Milton se encuentra ubicado en las coordenadas 37°57′7″N 97°5′13″O / 37.95194, -97.08694. Según la Oficina del Censo de los Estados Unidos, el municipio tiene una superficie total de 94.24 km², de la cual 94.16 km² corresponden a tierra firme y (0.09%) 0.09 km² es agua.

## Demografía
Según el censo de 2010, había 1153 personas residiendo en el municipio de Milton. La densidad de población era de 12,23 hab./km². De los 1153 habitantes, el municipio de Milton estaba compuesto por el 94.45% blancos, el 0.26% eran afroamericanos, el 1.21% eran amerindios, el 0.09% eran asiáticos, el 0.52% eran isleños del Pacífico, el 0.35% eran de otras razas y el 3.12% pertenecían a dos o más razas. Del total de la población el 2.6% eran hispanos o latinos de cualquier raza.